# تبلبالة
تبلبالة (به عربی: تبلبالة) یک شهرداری در الجزایر است که در استان بشار واقع شده‌است.

## خصوصیات
تبلبالة ۶۰٬۶۵۰ کیلومترمربع مساحت و ۵٬۱۲۱ نفر جمعیت دارد و ۵۱۸ متر بالاتر از سطح دریا واقع شده‌است.